# Karel Mareš
Karel Mareš (* 2. August 1927 in Mladá Boleslav, Tschechoslowakei; † 11. November 2011 in Prag, Tschechien) war ein tschechischer Komponist, Songwriter, Schauspieler und Theaterregisseur.

## Biografie
Karel Mareš studierte Wirtschaft, arbeitete in einer Bank und vereinzelt auch als Barpianist in einem Hotel. Später wurde er Mitglied von mehreren Ensembles und arbeitete mit Musikern wie Eva Olmerová, Yvonne Přenosilová und Karel Gott zusammen. Insgesamt schrieb er in seiner Karriere über 300 Lieder. Während seiner Theaterzeit schrieb er Bühnenmusik, inszenierte Stücke und spielte vereinzelt bei einigen mit. Ab Mitte der 1960er Jahre war er in kleineren Nebenrollen und als Statist in mehreren Spielfilmen zu sehen. Außerdem komponierte er die Musik zu über 40 Spielfilmen, darunter Der Feuerwehrball, Der Schatten des fliegenden Vogels und Der letzte Zug.

## Filmografie (Auswahl)
- 1965: Eine schreckliche Frau (Strašná žena)
- 1966: Vom Fest und den Gästen (O slavnosti a hostech)
- 1967: Der Feuerwehrball (Hoří, má panenko)
- 1967: Kätzchen werden nicht mitgenommen (Kočky neberem)
- 1968: Zwei Frauen und ein Revolver (Ta třetí)
- 1969: Die Brücke von Remagen (The Bridge at Remagen)
- 1973: Adam und Gabriel (Adam a Gabriel)
- 1974: Fernsehen in Bublice (Televize v Bublicích aneb Bublice v televizi)
- 1974: Liebende im Jahre eins (Milenci v roce jedna)
- 1976: Eine Silbermünze (Jeden stříbrný)
- 1977: Der Schatten des fliegenden Vogels (Stín létajícího ptáčka)
- 1977: Lauf, damit dir nichts davonläuft (Běž, ať ti neuteče)
- 1977: Paul und Pauline (Konečně si rozumíme)
- 1977: Spiegelung (Zrcadlení)
- 1978: Die Todeswand bin ich (Já jsem Stěna smrti)
- 1981: Am Ende vieler Jahre (Konečná stanice)
- 1982: Irrsinniger Cancan (Šílený kankán)
- 1984: Der letzte Zug (Poslední vlak)
- 1984: Training mit kleiner Nachtmusik (Všichni musí být v pyžamu)